# Фельбёкен
Фельбёкен (нем. Veelböken) — община в Германии, в земле Мекленбург-Передняя Померания, входит в район Северо-Западный Мекленбург и подчиняется управлению Гадебуш.
Население составляет 688 человек (на 31 декабря 2013 года). Занимает площадь 32,53 км².

## Состав коммуны
В состав коммуны входит 8 населённых пунктов:
- Ботельсдорф (нем. Botelsdorf)
- Гинденберг (нем. Hindenberg)
- Пассов (нем. Passow)
- Пассов-Аусбау (нем. Passow Ausbau)
- Пэтров (нем. Paetrow)
- Рамбель (нем. Rambeel)
- Фрауюнмарк (нем. Frauenmark)
- Фельбёкен (нем. Veelböken)

## История
Первое упоминание о поселении Пассов относится к 1230 году — оно является самым старым в коммуне.

## Галерея

Фельбёкен в районе и управлении
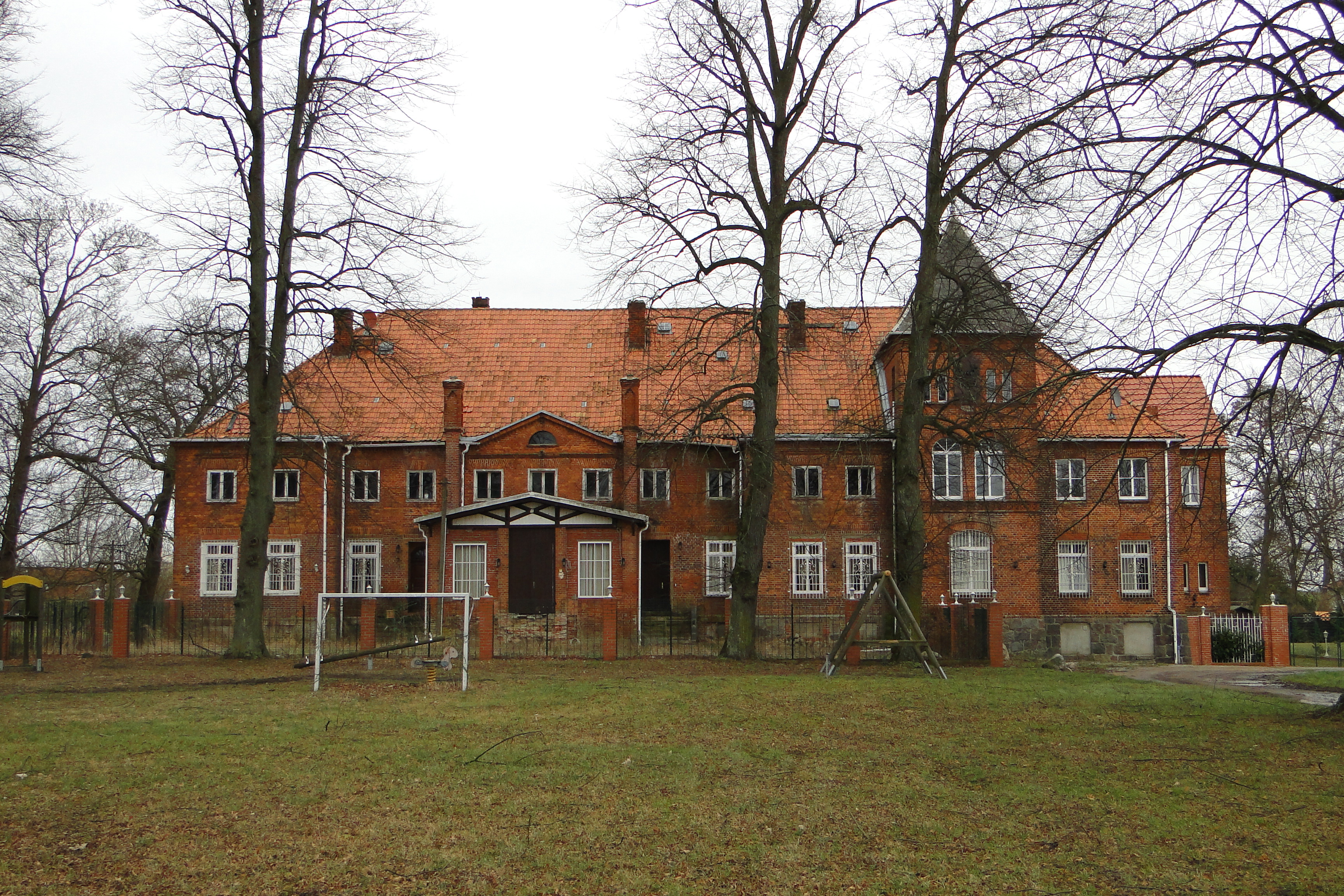
Здание мэрии в Гинденберге
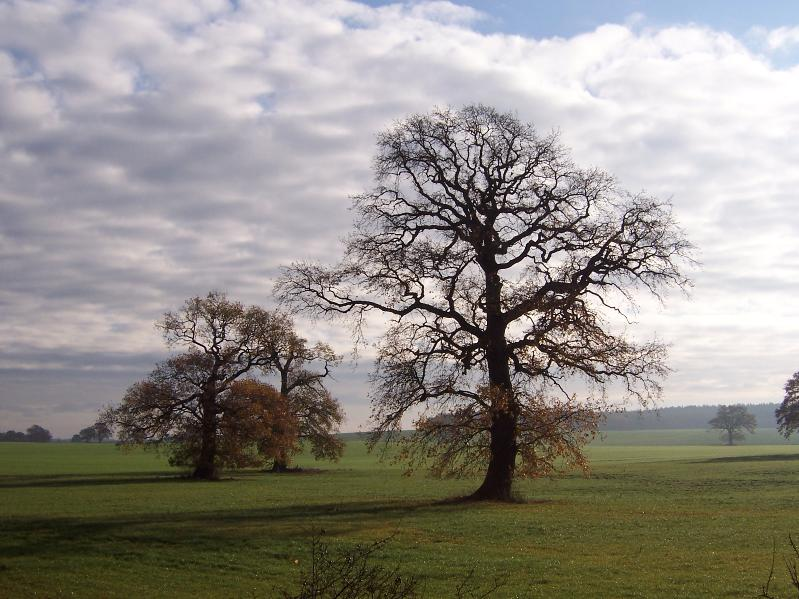
Пейзаж Фельбёкена
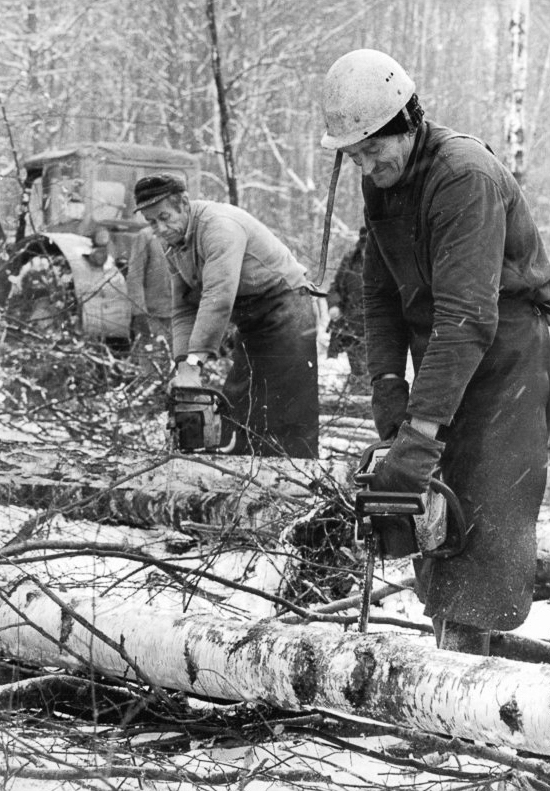
Заготовка древесины, 1986 год